# Mycetophila brachyptera
Mycetophila brachyptera är en tvåvingeart som beskrevs av Duret 1989. Mycetophila brachyptera ingår i släktet Mycetophila och familjen svampmyggor. Inga underarter finns listade i Catalogue of Life.